# LGBT Asylum
LGBT Asylum er en dansk organisation, der arbejder for LGBT-personers rettigheder i det danske asylsystem og for LGBT-flygtninges rettigheder i Danmark. LGBT Asylum yder social og juridisk støtte til både LGBT-asylansøgere og LGBT-Flygtninge, der har fået asyl og opholdstilladelse i Danmark. Organisationen består af både asylansøgere, flygtninge, danske statsborgere og personer med ophold i Danmark, der alle identificerer sig som LGBT-personer.

## Historie
LGBT-Asylum opstod som en idé til Copenhagen Pride i 2012, som en reaktion på at LGBT-asylansøgere oplevede chikane og vold på de danske asylcentre. Blandt andet var sagen om den transkønnede asylansøger Fernanda Milan, der i 2012 blev anbragt i mændenes afdeling i Sandholmlejren og blev udsat for voldtægt adskillige gange med til at sætte fokus på de danske asylmyndigheders manglende opmærksomhed på risikoen for chikane og vold, som LGBT-flygtninge og asylansøgere oplevede i centrene.
LGBT-Asylum drives af et sekretariat, som består af en Generalsekretær og øvrige ansatte med ansvar for frivillige, fundraising, kommunikation, drift og administration af organisationens tre delprogrammer. Herunder varetages mange opgaver i LGBT Asylum af frivillige. Frivillige står hermed delvist for udførelsen og koordineringen af frivillig asylrådgivning, sociale aktiviteter og mentorordning.

## Fokusområder
LGBT-Asylums arbejde fokuserer derfor dels på at få Udlændingestyrelsen og danske myndigheder til at ændre praksis i forhold til LGBT-personer i asylsystemet, og være mere opmærksomme på den særlige beskyttelse, de har behov for,
dels på at yde konkret rådgivning til enkelte asylansøgere omkring det danske asylsystem og processen med at ansøge om asyl.
Organisation arbejder også med at dokumentere LGBT-asylansøgeres erfaringer og forhold i mødet med det danske system.
LGBT-Asylum arbejder derudover også på at skabe netværk og sociale relationer for asylansøgere og flygtninge, da de ifølge organisationen er en ekstra udsat position at være flygtning og seksuel eller kønsmæssig minoritetsperson.

## Eksterne Henvisninger
- LGBT-Asylums hjemmeside